# Góry Zielone (Ameryka Północna)
Góry Zielone (ang. Green Mountains, fr. Montagnes Vertes) – pasmo górskie w stanach Vermont i Massachusetts (Stany Zjednoczone) oraz prowincji Quebec (Kanada), wchodzące w skład Appalachów. 
Ciągnie się na długości ok. 400 km na osi północ-południe. Ich południową część stanowią Berkshires w Massachusetts, a północną Monts Sutton w kanadyjskim Quebecu.
Najwyższe szczyty:
- Mount Mansfield (1339 m n.p.m.)
- Killington Peak (1292 m n.p.m.)
- Mount Ellen (1244 m n.p.m.)
- Camel's Hump (1244 m n.p.m.).